# ورزشگاه تینسولانون
ورزشگاه تینسولانون (تایلندی: สนามติณสูลานนท์) یک ورزشگاه چندمنظوره در استان سونگکلا، تایلند است.
این ورزشگاه که در سال ۱۹۹۵ ساخته شده است دارای ۴۵٬۰۰۰ نفر ظرفیت می‌باشد. 